# Rhagadiolus edulis
Rhagadiolus edulis — вид квіткових рослин з підродини цикорієвих (Cichorioideae).

## Біоморфологічна характеристика
Стебла 6–60 см, облистнені, зазвичай гіллясті біля основи, голі чи запушені. Листки тонкі, зубчасті. Прикореневі та напівліроподібні листки з тупими бічними частками, кінцеві дуже великі. Кошики поодинокі, циліндричні; пазушні – на довгих та кінцеві – на коротких ніжках. Обгортка 5.5–7 × 2–3 мм у період цвітіння, 2-рядна, з 5 маленьких зовнішніх і 5–8 однакових внутрішніх листочків. Колір квітки жовтий. Сім'янки довгасто-шилоподібні, без чубка; зовнішні сім'янки зі спинки стислі, прямі, голі, в числі 5–6; внутрішні — у числі 1–2, вигнуті, запушені. 2n = 10. Цвіте і плодоносить з квітня по червень.

## Поширення
Вид росте в Європі, Північній Африці, Західній Азії: Алжир, Болгарія, Кіпр, Франція (у т. ч. Корсика), Греція (у т. ч. Крит, Східно-Егейські острови), Іран, Ірак, Італія (у т. ч. Сардинія, Сицилія), Ліван, Сирія, Марокко, Північний Кавказ, Ізраїль, Йорданія, Португалія, Іспанія (у т. ч. Балеарські острови), Туреччина (у т. ч. європейська), Україна — Крим, Словенія, Чорногорія.
В Україні вид росте у чагарниках і на узліссях, на сухих схилах; у парках, садах і виноградниках як бур'ян — на ПБК (Ялта, Гурзуф, гора Аюдаг, Микита), звичайний